# 4 294 967 296
4 294 967 296 (quatre milliards deux cent quatre-vingt-quatorze millions neuf cent soixante-sept mille deux cent quatre-vingt-seize) est l'entier naturel qui suit 4 294 967 295 et qui précède 4 294 967 297.

## Enmathématiques
Le nombre 4 294 967 296 est égal à la trente-deuxième puissance entière de 2 : 4 294 967 296 = 232.

## Eninformatique
- Un ordinateur équipé d'un processeur avec un adressage mémoire 32-bits gère au maximum 4 294 967 296 octets (soit 4 Gio) d'adresses mémoire.
- Une image numérique dont chaque pixel est codé sur 32 bits décrit chacun d'entre eux avec 16 777 216 teintes différentes et 256 niveaux de transparence soit 4 294 967 296 valeurs possibles pour chaque pixel.
- La taille maximale de fichier dans le système de fichiers FAT32, est de 4 294 967 295 octets, soit un octet de moins que 4 Gio.